# شون بويلان
شون بويلان (بالإنجليزية: Seán Boylan)‏ هو لاعب كرة القدم الغالية أيرلندي، ولد في 29 مارس 1959 في Dunboyne ‏ في جمهورية أيرلندا.